# WSPR (radioafición)
WSPR (siglas que en el idioma inglés se pronuncian /ˈwɪspɚ/)  es un protocolo de radio comunicación, implementado a través de un programa computacional y usado por los radioaficionados para la recepción de señales electromagnéticas débiles. El protocolo fue diseñado y escrito inicialmente por Joe Taylor, K1JT.
Actualmente el software se distribuye con la licencia de Software de código abierto y es mantenido por un pequeño equipo de trabajo. El programa está diseñado para enviar y recibir transmisiones de baja potencia para probar las rutas de propagación en las frecuencias correspondientes a las bandas de   MF y HF.
WSPR implementa un protocolo diseñado para probar el potencial de propagación en transmisiones de baja potencia. Las transmisiones envían el indicativo de la estación, Localización geográfica del transmisor (Grid Locator) y la potencia del transmisor en dBm. El programa puede decodificar señales con una relación de S/N (señal ruido) baja menores -28 dB en un ancho de banda de 2500 hz. Las estaciones que cuentan con conexión a Internet pueden publicar sus reportes de forma automática en una base de datos central llamada WSPRnet la cual cuenta con servicios de cartografía en línea.

## El protocolo WSPR
El  tipo de emisión es "F1D", modulación por desplazamiento de frecuencia y consiste en un mensaje que contiene el indicativo de la estación, la localización geográfica (Grid Locator), y la potencia del transmisor en dBm.
El protocolo WSPR comprime la información en un mensaje de 50 bits (dígitos binarios). Estos son codificados usando un código convolucional con una restricción de la longitud K = 32 y una tasa de r = 1⁄2. La restricción de longitud hace que los errores de decodificación no detectados sean menos probables. La gran eficiencia del algoritmo de Viterbi puede reemplazarse con un algoritmo secuencial simple para el proceso de decodificación.

### Especificación del protocolo
Un mensaje estándar en WSPR se forma de la siguiente cadena: <indicativo> + <4 dígitos de localización GRID> + <Potencia de transmisor en dBm>; por ejemplo “K1ABC FN20 37” es una estación con el indicativo K1ABC que se encuentra ubicado en la celda del GRID "FN20" con una potencia de 103.7milliwatts, o cerca de 5.0 Watts (Límite legal para la banda de 630 metros.
Los mensajes con un indicativo compuesto o con una localización de 6 dígitos usan una doble secuencia de transmisión. La primera transmisión contiene el indicativo compuesto y el nivel de potencia, o un indicativo estándar, 4 dígitos de localización, y el nivel de potencia; la segunda transmisión contiene el indicativo agregado, 6 dígitos de localización y el nivel de potencia. Además puede contener prefijos de más de tres caracteres alfanuméricos; o sufijos que pueden ser de una sola letra o dos dígitos.
- Componentes de un mensaje estándar después de la compresión sin pérdida:

28 bits para el indicativo,
15 bits para la localización,
7 bits para el nivel de potencia,
total: 50 bits.
- Forward error correction (FEC):

código convucional no recursivo con una restricción de longitud de K = 32, tasa r = 1⁄2.
- Números de símbolos del canal binario:

nsym = (50 + K - 1) × 2 = 162.
- Keying rate is 12000⁄8192 = 1.4648 baud.
- Modulación continua de fase 4 FSK, with 1.4648 Hz tone separation.
- Ancho de banda ocupado aproximadamente: 6 Hz
- Sincronización a través del vector seudoaleatorio sincronizado de 162 bit.
- Cada símbolo de canal transporta un bit de sincronización (LSB) y uno de dato (MSB).
- La duración de la transmisión es de  162 × 8192⁄12000 = 110.6 s.
- Normalmente la transmisión inicia con un segundo después de la hora en punto en  UTC, por ejemplo, hh:00:01, hh:02:01, etc.
- La señal mínima de recepción S/N es alrededor de –28 dB en la escala WSJT (con un ancho de banda de referencia de 2500 Hz).

## Aplicaciones

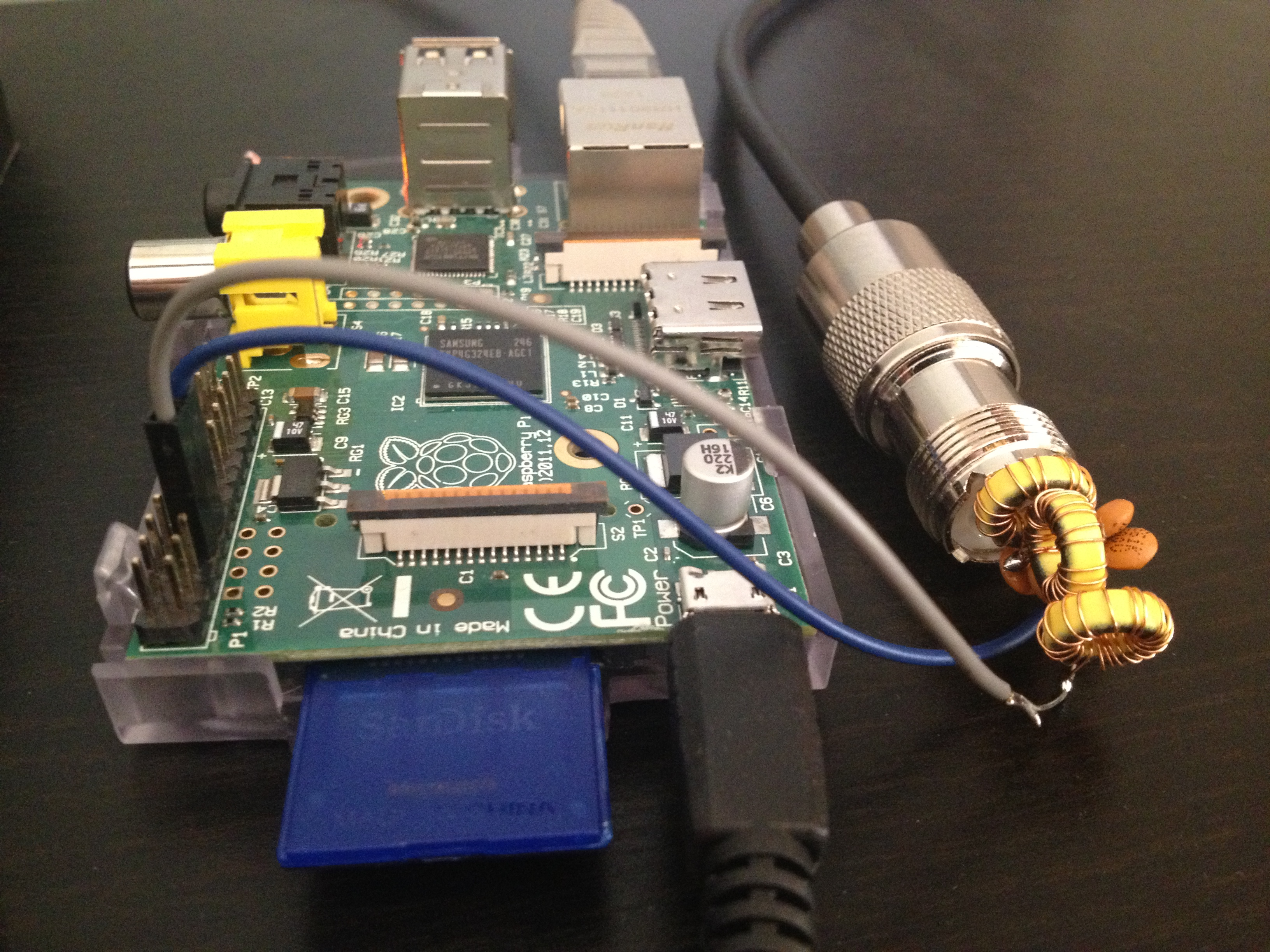
Raspberry Pi usado como transmisor WSPR

El protocolo fue diseñado para probar las rutas de propagación en las bandas LF, MF y HF. También se ha probado experimental mente en las frecuencias VHF y otras más altas. 
Otras aplicaciones incluyen la prueba de antenas, medir la estabilidad y comprobación de la precisión de frecuencias.
Usualmente una estación WSPR está constituido por un transceptor y una computador, pero también es posible utilizar una sencilla baliza de radiofrecuencia.
Por ejemplo una sencilla baliza de WSPR puede ser construida usando los módulos Si 570, o Si 5351.  Incluso un Raspberry Pi puede también ser usado como baliza WSPR

Distribución de picos de densidad de WSPR. Comparativo entre enero de 2014 vs. Julio 2014, utilizando solamente las recepciones más distantes en cada pico.

Nota- Un reloj preciso es esencial tanto para la transmisión y la decodificación de las señales recibidas, el reloj que se utiliza en el sistema operativo Windows suele ser inadecuado.

## Historia
El protocolo WSPR fue originalmente publicado en el año 2008.